# Stephanie Hartung

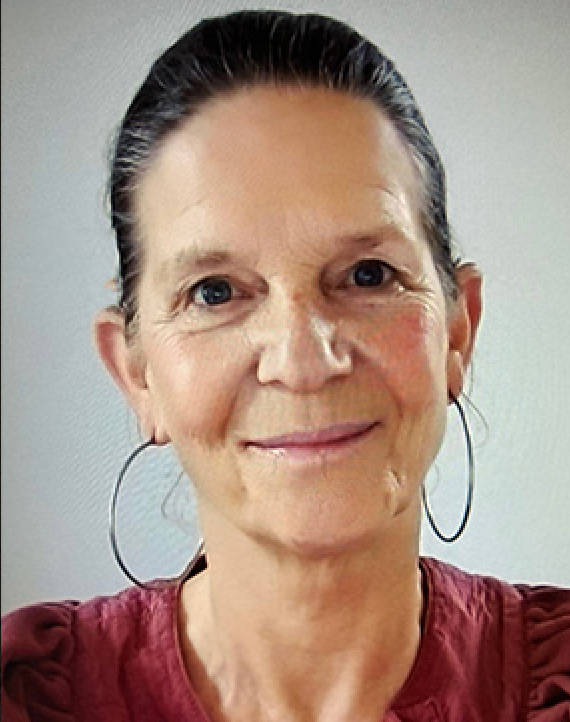
Stephanie Hartung, 2015

Stephanie Hartung (* 28. Januar 1959) ist eine deutsche Dozentin, Trainerin und Autorin.

## Leben
Hartung studierte zunächst Malerei und arbeitete 13 Jahre als Malerin. Anschließend absolvierte sie das Hagener Management-Studium an der Fernuniversität Hagen sowie Weiterbildungen in systemischen Beratungsmethoden und Therapien. Sie arbeitet als Beraterin in Organisations- und Persönlichkeitsentwicklung am Feld Institut. Außerdem ist sie Autorin von Fachbüchern, die in mehrere Sprachen übersetzt wurden, Dozentin für agile Organisationsentwicklung und Lehrtrainerin für System- und in Organisationsaufstellung. Sie ist anerkannte Weiterbildnerin der Deutschen Gesellschaft für Systemaufstellungen.
Sie hält die Internationale Anerkennung als Senior Constellator und als Master Trainer in Systemaufstellungen von CONSTELLATORS INTERNATIONAL.
Von 2019 bis 2022 war sie stellvertretende Vorsitzende der International Systemic Constellations Association (ISCA).
Hartung hat einen erwachsenen Sohn und lebt in Köln.

## Publikationen
- Starke Marken. Systemische Entwicklung und Führung. Ganzheitliches Beziehungsmanagement. Kulturgeschichte. Wirtschaftsgeschichte. Geistesgeschichte, Unternehmer Medien GmbH 2013, ISBN 978-3937960197
- Gestalt im Management. Eine andere Sicht auf Marken- und Unternehmensführung in komplexen Märkten, Springer Gabler, ISBN 978-3-642-40528-0.
- Warum funktionieren Aufstellungen? Eine Betrachtung in 14 Thesen, Deutscher Wissenschaftsverlag 2014, ISBN 978-3868880878
- Die Kanzlei als erfolgreiche Marke, Springer Gabler, Wiesbaden 2015, ISBN 978-3-658-09800-1.
- Theorie und Praxis der Organisationsaufstellung. Grundlagen für systemische Personal- und Organisationsentwicklung, Springer Gabler, 2018, ISBN 978-3-662-56209-3.
- (Hrsg.): Trauma in der Arbeitswelt, Springer Gabler, 2019, ISBN 978-3-662-58621-1.
- mit Wolfgang Spitta: Lehrbuch der Systemaufstellungen. Grundlagen, Methoden, Anwendung, Springer, Berlin/Heidelberg 2020, ISBN 978-3-662-61191-3.
- mit Regina Remy: Online Aufstellungen – So funktionieren Aufstellungen am Bildschirm. Springer, Berlin/Heidelberg 2021, ISBN 978-3-658-32375-2
- Die Magie der Verbindung – Systemische Intelligenz in der Organisationsentwicklung. CI Publisher by CONSTELLATORS INTERNATIONAL KG, Köln 2025, ISBN 978-3-911621-06-9